# Chanfreineuse de tubes
 (juin 2013).
Si vous disposez d'ouvrages ou d'articles de référence ou si vous connaissez des sites web de qualité traitant du thème abordé ici, merci de compléter l'article en donnant les références utiles à sa vérifiabilité et en les liant à la section « Notes et références ».

Opération de chanfreinage de tubes.

Une chanfreineuse de tubes est une machine à chanfreiner les tubes. 

## Description
Les chanfreineuses de tubes  sont des machines d'usinage permettant de préparer les tubes avec une géométrie spécifique avant soudure. Les chanfreineuses de tubes portatives ont été développées pour répondre aux besoins des industries nucléaire, chimique, pétrochimique, navale, aérospatiale, pétrole et gaz, alimentaire, du semi-conducteur et, de manière générale, aux exigences exprimées par les utilisateurs évoluant dans des domaines où la qualité de la préparation des soudures réalisées sont essentielles pour obtenir un joint soudé parfait.
Autrefois, les chanfreins étaient réalisés manuellement par les opérateurs à l'aide de meules. Ces meules ne permettaient pas d'obtenir un chanfrein régulier et la qualité de la soudure réalisée ensuite pâtissait très largement de cette préparation présentant de nombreux défauts.
Depuis plus d'une quarantaine d'années, les opérateurs utilisent des procédés mécaniques qui offrent de nombreux avantages :
- autocentrage de l'arbre de préhension sur ou dans le tube (selon que l'on utilise une machine à préhension intérieure ou extérieure ;
- reprise d'effort intégrée ;
- possibilité de réaliser plusieurs types d'usinage simultanément (par exemple : talon, chanfrein et délardage en une seule opération) ;
- possibilité de réaliser des formes de chanfrein très précises ;
- possibilité de corriger, si nécessaire, l'ovalisation des tubes (dispositifs de suivi d'ovalisation) ;
- répétabilité ;
- motorisations adaptées selon les applications à considérer ;
- dispositifs de sécurité intégrés permettant d'optimiser la sécurité des opérateurs ;
- possibilité d'utiliser les équipements en toutes positions ;
- accessibilité accrue à des éléments tubulaires en raison des dimensions réduites des équipements ;
- qualité parfaite de la préparation à la soudure.